# Eléni Lambíri
Eléni Lambíri (grec moderne : Ελένη Λαμπίρη ; 9 février 1889 — 30 mars 1960) est une compositrice et cheffe d'orchestre grecque.

## Biographie
Eléni Lambíri est née le 9 février 1889 à Athènes, fille du compositeur Geórgios Lambíris et petite-fille du poète Andréas Laskarátos. Elle étudie la composition avec Edoardo Sacredote au Conservatoire d'Athènes (de 1907 à 1908). Elle est la première femme à étudier la composition au Conservatoire d'Athènes, c'est pourquoi elle est considérée comme la première femme compositrice grecque. Par la suite, elle étudie la composition avec Max Reger et la direction d'orchestre avec Hans Scheidt au Conservatoire Royal de Leipzig (du 1er octobre 1908 au 27 juillet 1911). Elle est diplômée du Conservatoire Royal de Leipzig en 1911. En 1913, son opérette To apokriatiko oneiro (Un rêve dans le carnaval), texte de Grigórios Xenópoulos, est jouée au Panellinion Τheatre,.
Après avoir terminé ses études, elle travaille à Milan comme cheffe d'orchestre. Le 15 janvier 1915, elle enregistre les droits d'auteur de l'opérette Isolma, au registre régional de Milan (numéro de registre 64794). Isolma est une opérette en trois actes entièrement composée et écrite par Eléni Lambíri. Cette opérette a été enregistrée en 1958 avec Totis Karalivanos à la direction d'orchestre et Spiros Kapsaskis comme chef de chœur. Vers 1925, elle retourne à Patras, en Grèce, où elle devient directrice du conservatoire jusqu'en 1953. En même temps, elle est critique musicale pour le journal local de Patras, Neologos Patron.
Elle meurt à l'hôpital municipal d'Athènes le 30 mars 1960.

## Œuvres
- To apokriatiko oneiro, 1913, opérette[6],[1]
- Isolma, 1915, opérette[6],[1]
- Ballade pour soprano et piano, 1933, (aujourd'hui perdue)
- Quatuor à cordes en la majeur[2],[1]
- Serenata pour violon, alto et flûte[2]
- Symphonie pour grand orchestre en si mineur[2],[1]
- Iratzi N, opéra, livret de L.Orsini[2]